# 岡崎市こども自然遊びの森 わんPark

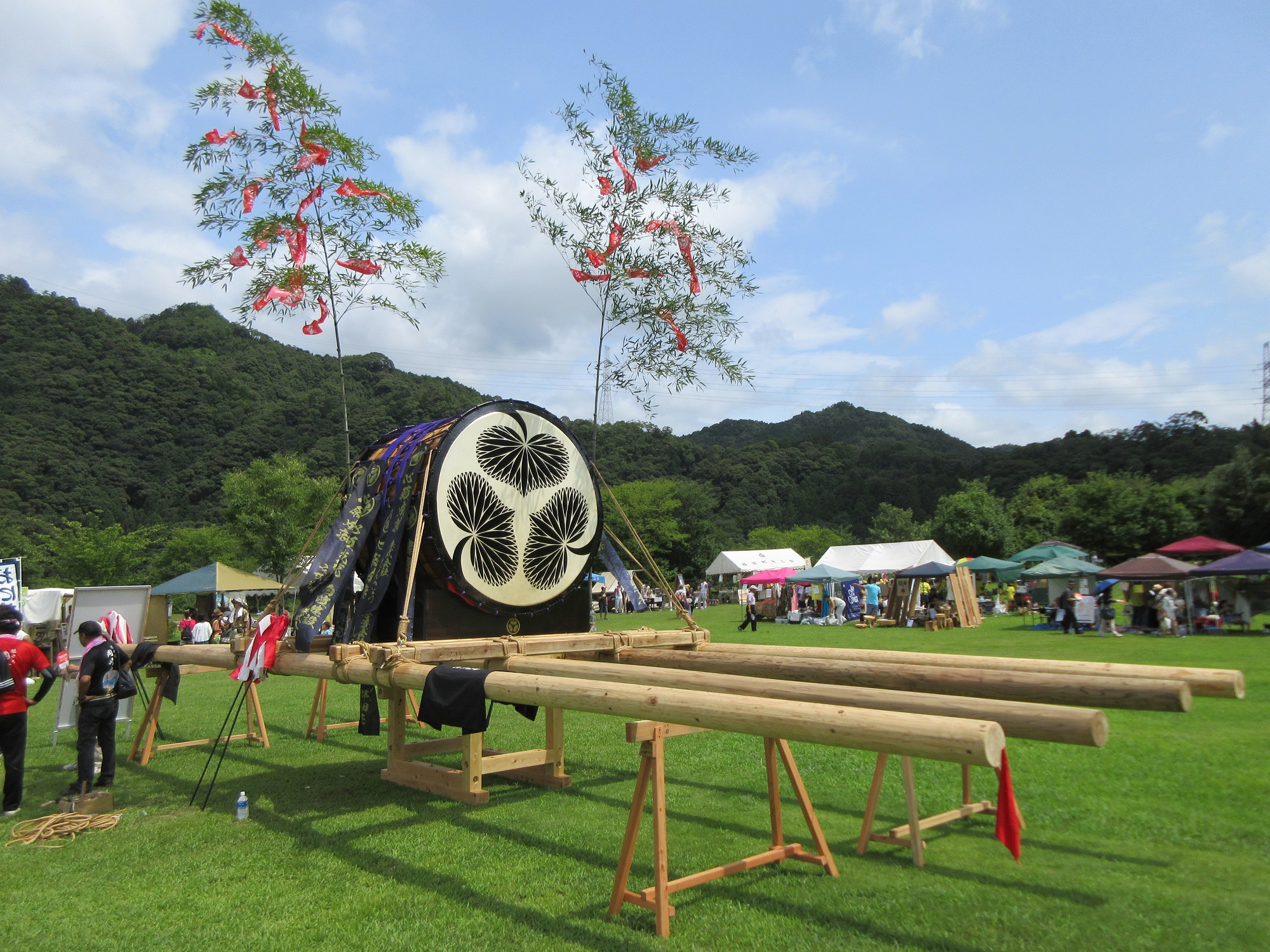
八丁味噌仕込み桶大太鼓のお披露目（2017年7月30日）

岡崎市わんパーク（わんぱーく）は、愛知県岡崎市淡渕町に位置する公共の野外活動施設、公園。

## 概要
2006年（平成18年）1月1日、岡崎市は山地の面積が87%を占める額田郡額田町を編入。乙川水系に住む人々と森がひとつになったことを機に、市は水源の森林を守り、人と自然がふれあう拠点を作ることを目的として「水とみどりの森の駅」事業を展開した。くらがり渓谷（石原町）、おかざき自然体験の森（八ツ木町）、おおだの森（樫山町、夏山町）など4ヶ所が森の駅に指定され、同年2月26日から3月26日にかけてオープニングイベントが開かれた。
さらに市は5ヶ所目の新しい森の駅を整備することを計画。これが男川やなの南の山あいに作られた「こども自然遊びの森 わんPark」である。2007年（平成19年）10月に工事に着工し、2010年（平成22年）10月1日にオープンした。総事業費は約5億5,400万円。敷地面積は4.6ヘクタール。
入場は無料である。3月～10月の利用時間は9：00～17：00。11月～2月の利用時間は9:00～16:00。定休日は火曜日、12月28日～1月4日（火曜日が祝日の場合は翌日以降で最初の平日）。
2017年（平成29年）から「岡崎城下家康公夏まつり」のサテライト会場に選ばれた。同イベントの初日の7月30日、「夏だ！ぬかたのわんぱくまつり」が開催され、八丁味噌仕込み桶大太鼓の初お披露目があった。

## 施設
芝生広場
施設の中央に位置する広場。斜面を利用した草すべりができる。9,500m2。
昆虫の森
昆虫観察や虫取り体験ができるよう、虫を呼び寄せるためにドングリなどの木が植えられている。草の迷路や花の迷路もある。3,200m2。
実りの森
ヤマグリ、ヤマモモ、あけび、びわ、ざくろ、さくらんぼ、グミなど約20種類の果樹を植栽している。その他、どろんこプールがある。プールのすぐ近くにシャワーが設置されている。3,500m2。

ボウケンノモリ　オカザキ
わんぱくハウス
わんParkの管理棟である。休憩室、更衣室、授乳室、学習室、トイレなどがある。屋根にはソーラー発電用のパネルがついている。

## アクセス
公共交通機関
- 名鉄名古屋本線「本宿駅」下車。バスで「くらがり渓谷行き」乗車→「上淡渕」バス停下車→徒歩で約5分。

自動車
- 新東名高速道路「岡崎東インターチェンジ」より県道37号経由で約7km。
- 東名高速道路「岡崎インターチェンジ」より県道35号・県道37号経由で約17km。